# Vásárosnamény
Vásárosnamény − miasto powiatowe w komitacie Szabolcs-Szatmár-Bereg w północno-wschodnich Węgrzech.

## Położenie
Właściwe Vásárosnamény leży na lewym (zachodnim) brzegu rzeki Kraszna, tuż przed jej ujściem do Cisy, zaś na wschód od Cisy leży przyłączona do miasta w roku 1978 dzielnica Gergelyi-Ugornya. Miasto leży więc na granicy krainy Nyírség z Równiną Satmarsko-Berehowską. Stanowi lokalny węzeł komunikacyjny. Przez miasto przebiega droga krajowa nr 41 z Nyíregyháza do przejścia granicznego Beregsurány – Łużanka na granicy z Ukrainą, od której odbijają lokalne drogi do Kisvárda, Záhony, Fehérgyarmat i do Mátészalka. Przez Vásárosnamény biegnie również linia kolejowa z Záhony do Mátészalka.

## Historia
Vásárosnamény powstało w XIII wieku przy istniejącej od stuleci przeprawie przez Cisę; od roku 1849 stoi tu jeden z dwóch mostów drogowych na węgierskim odcinku górnej Cisy. W XV wieku miasto stanowiło znaczący ośrodek przemysłu i handlu. Znajdował się tu zamek, którego ostatnie ruiny, po zniszczeniu przez Turków w XVI wieku i przez Habsburgów w XVIII wieku, znikły w XIX wieku. W latach 1717–1945 miasto należało do rodu Eötvös. W roku 1978 uzyskało prawa miejskie.

## Zabytki i rekreacja
W Vásárosnamény mieści się muzeum regionalne – Beregi Múzeum. U ujścia Samoszu do Cisy znajduje się uczęszczana piaszczysta plaża. Oprócz tego w mieście znajduje się nowoczesny aquapark – Atlantika Vízi-Vidámpark.

## Urodzeni w Vásárosnamény
- Ivett Gyöngyösi – węgierska pianistka